# Am Lunedeich

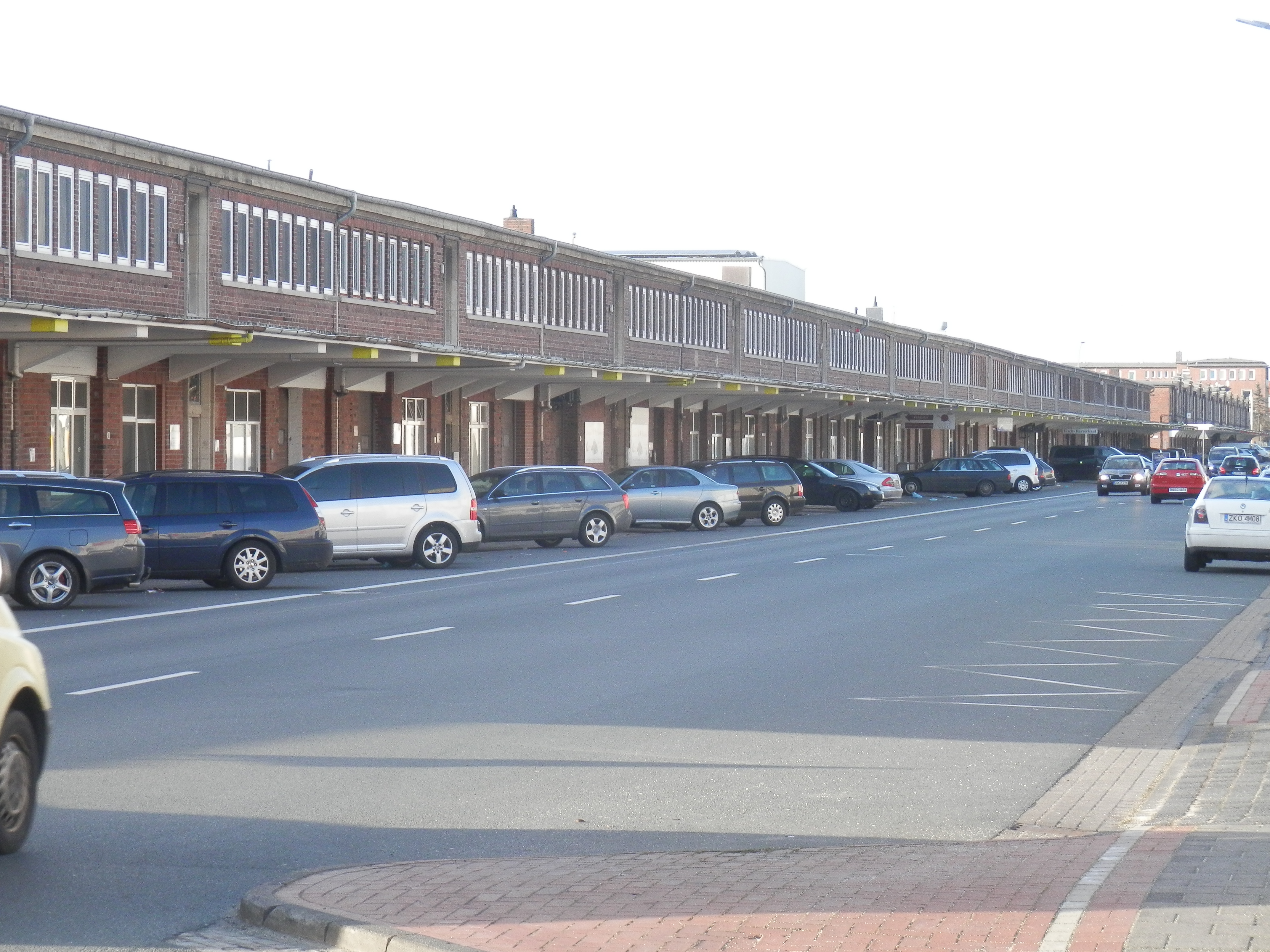
Packhalle XIV

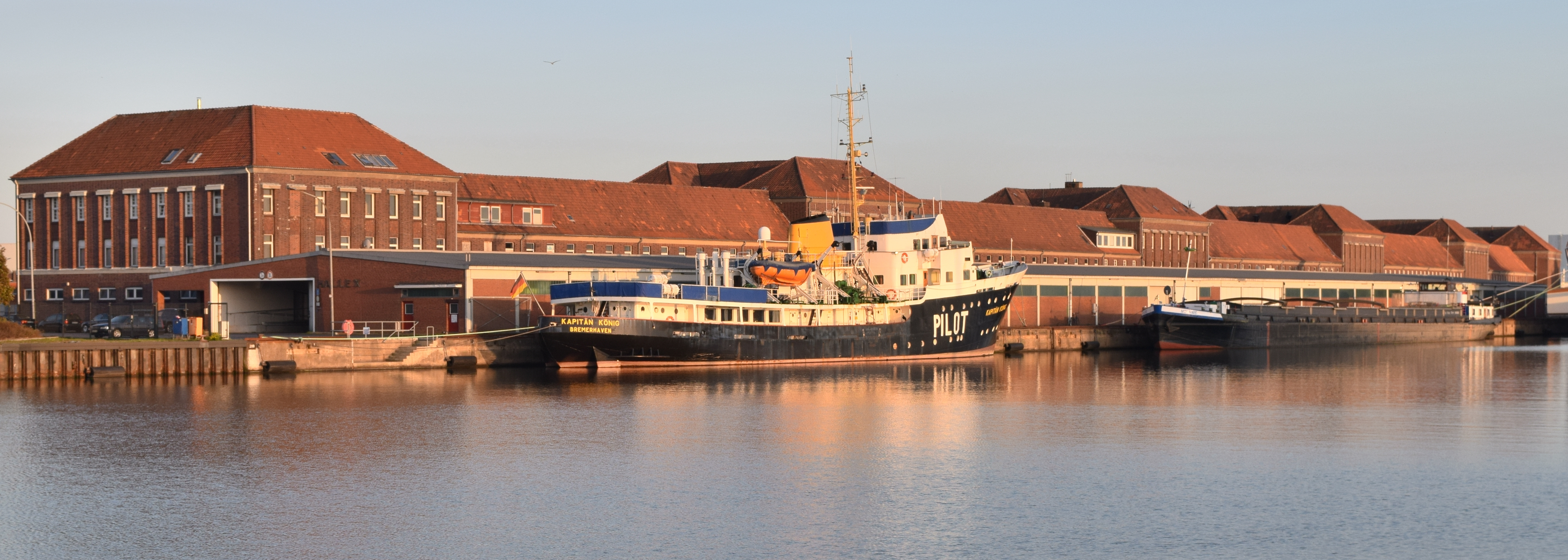
Packhalle X

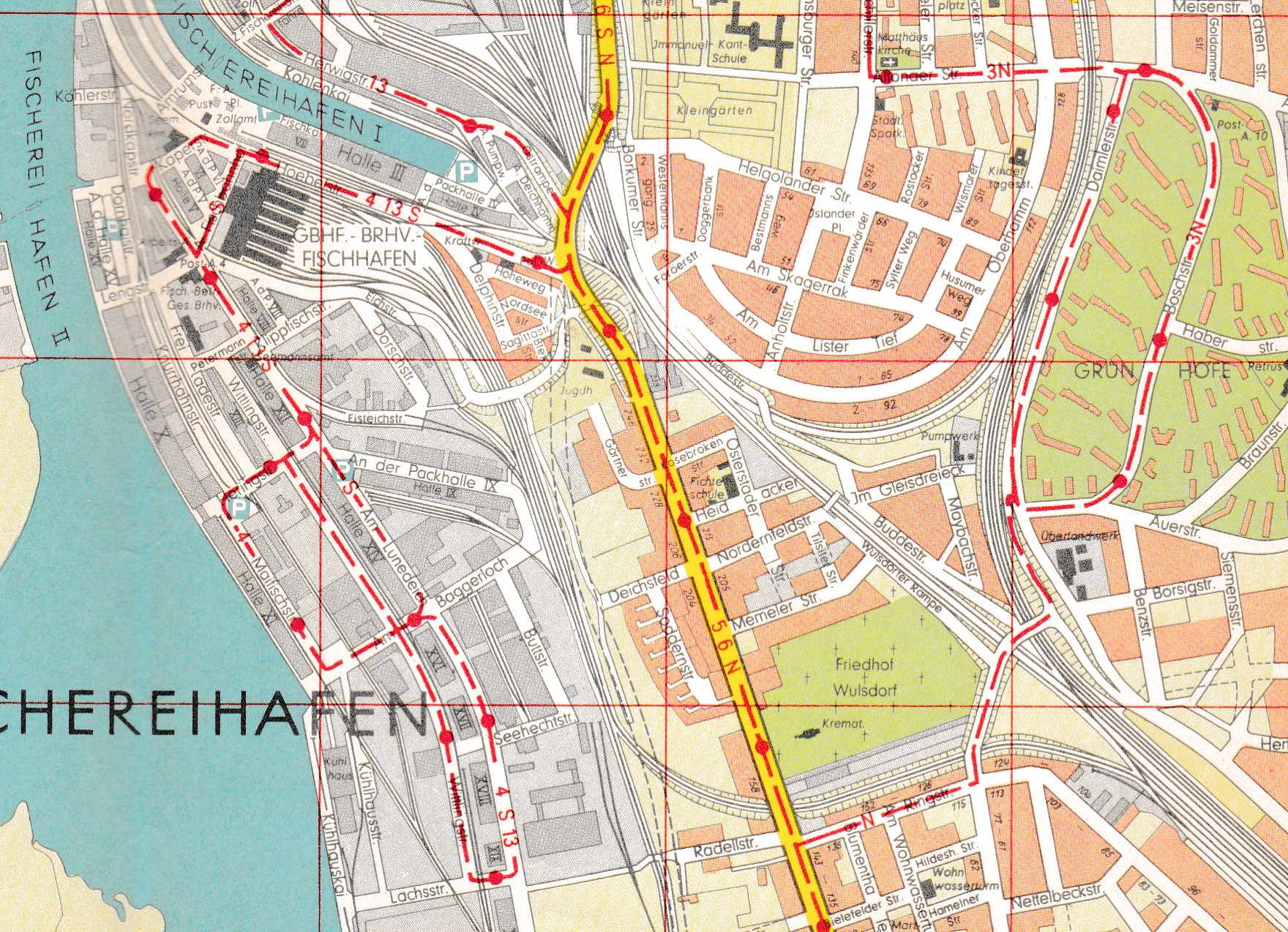
Fischereihafen; Mittig: Teile der Straße, rechts Geestemünde und Wulsdorf

Die Straße Am Lunedeich  ist eine zentrale und lange Erschließungsstraße in Bremerhaven, Stadtteil Fischereihafen. Sie führt überwiegend in Nord-Süd-Richtung von der Lengstraße und Am Fischbahnhof bis zur Straße Seeborg, die zur Bundesautobahn 27 und zur Bundesstraße 71 führt.
Die Querstraßen und die Anschlussstraßen wurden benannt nach Fischfanggebieten, Gebäuden und Fischen u. a. als Lengstraße nach einem dorschartigen Knochenfisch, Am Fischbahnhof, An der Packhalle VIII, Eisteichstraße, Heringstraße nach dem häufigen Schwarmfisch, unbenannte Straße, Am Baggerloch, unbenannte Straße, Wittlingsstraße nach dem dorschartigen Fisch, unbenannte Straße, Lofotenstraße nach der Inselgruppe vor der Küste Nordnorwegens, Grönlandstraße nach der dänischen Insel, unbenannte Straße, Spitzbergenstraße nach der norwegischen Inselgruppe im Nordatlantik, Neufundlandstraße nach der kanadischen Inselprovinz, Fladengrund nach einer dänischen Insel, zwei unbenannte Straßen, Deichhämme, Am Luneort nach einem Quartier an der Lune, Bohmsiel, drei unbenannte Straßen und die Straße Seeborg; ansonsten siehe beim Link zu den Straßen.

## Geschichte

### Name
Die Straße Am Lunedeich wurde benannt nach dem Deich an dem Fluss Lune, einem rechten, 43 Kilometer langen Nebenfluss der Weser. Die Lune wurde nach 1982 an der Mündung zum Bütteler Siel verlegt.

### Entwicklung
In Konkurrenz zu Bremerhaven wurde ab 1891 durch Preußen von Theodor Hoebel der Fischereihafen I in Geestemünde gebaut. 1913 waren hier 93 Fischdampfer zu Hause, 1924 waren es 155 und 1938 waren es 21 Reedereien mit 193 Fischdampfern. Von 1921 bis 1925 erfolgte der Bau des Fischereihafens II. 1971 wurde das 450 ha große Gebiet der Stadtteil Fischereihafen von Bremerhaven. Nach 1985 begann der Niedergang der Fischereiwirtschaft. Die Fischindustrie verblieb am Ort und an der Straße entstanden Gewerbebetriebe mit anderer Ausrichtung.
Seit 1952 wurde einmal jährlich (mit Unterbrechungen) das Fischereihafen-Rennen Motorrad-Rennen im nördlichen Bereich der Straße und umzu durchgeführt.

### Verkehr
Die Straße Am Lunedeich ist die wichtigste Erschließungsstraße im Fischereihafen.
Von 1908 bis 1958 führte die Linie 4 der Straßenbahn Bremerhaven viele Jahre im Pendelbetrieb von der Weserlust (hinter der Wulsdorfer Rampe) in den Fischereihafen (siehe Schwarz/Weiß-Bild linksseitig). 
Im Nahverkehr von BremerhavenBus wird die Straße seit der Netzänderung am 27. August 2020 durch die Linie 514 und in Teilabschnitten durch die Linien 504, 505 und 516 bedient. Ein Anruf-Linientaxi ergänzt das Angebot.

## Gebäude und Anlagen

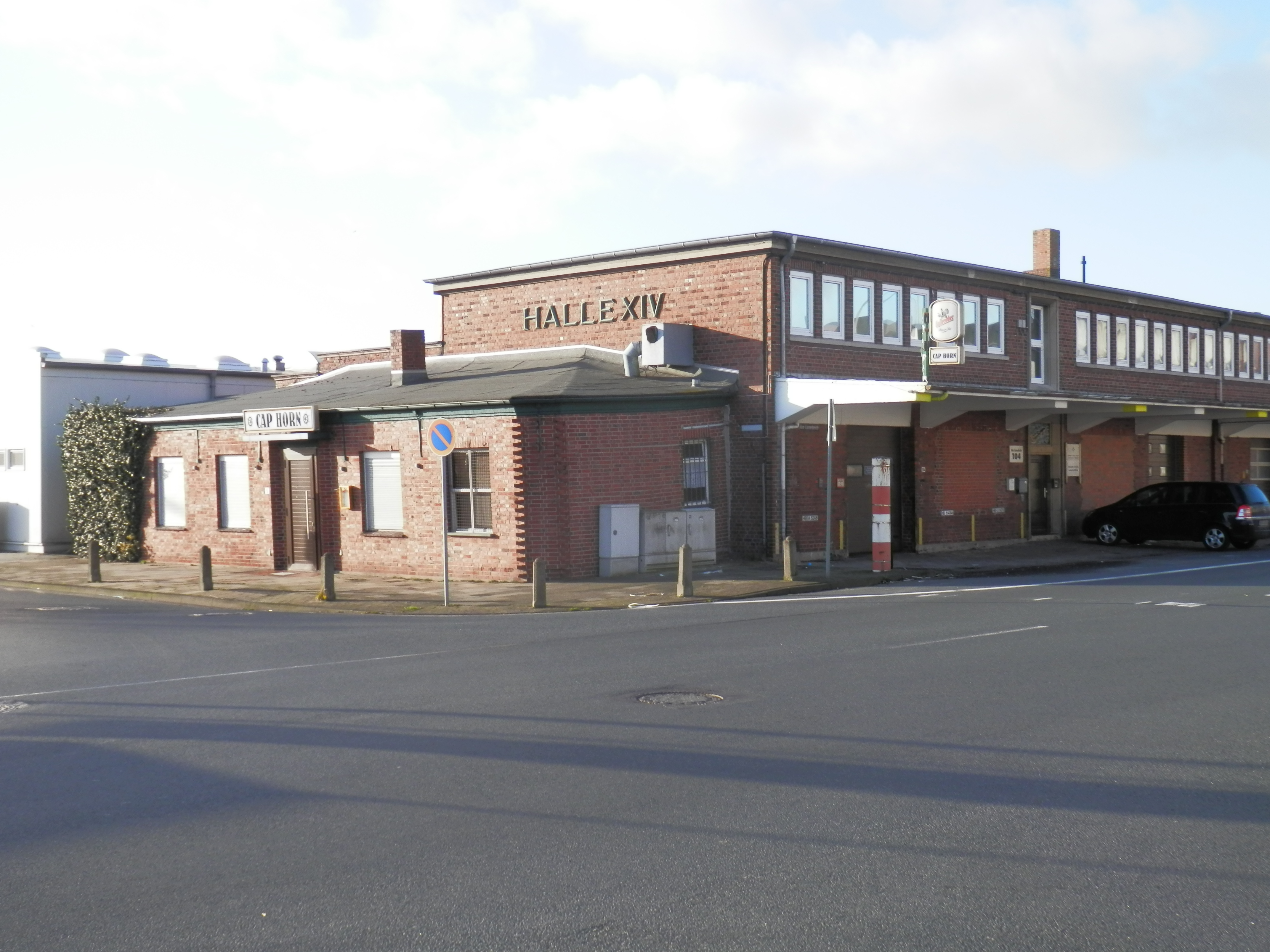
Packhalle XIV

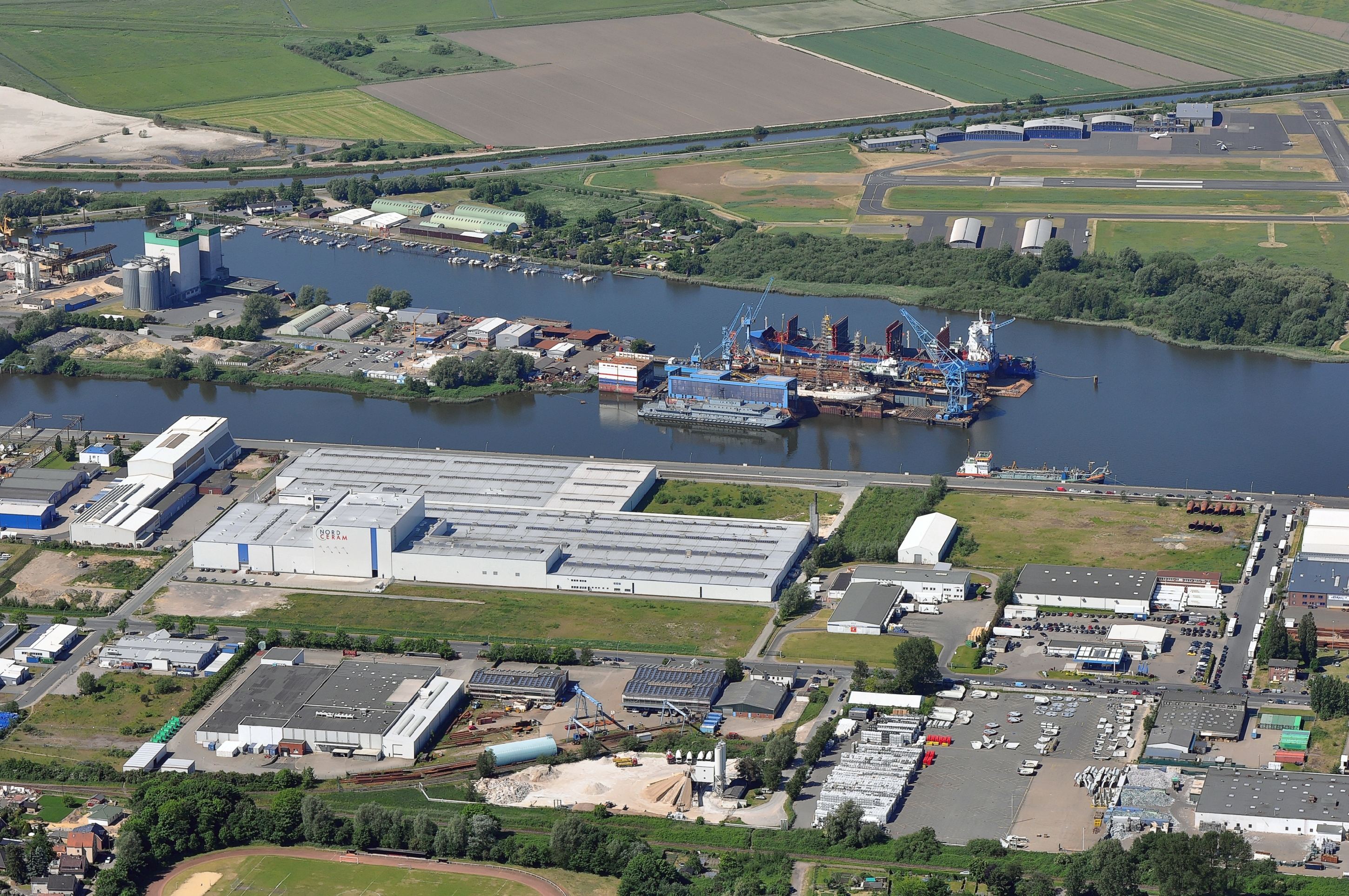
Zwischen Grönlandstraße und Neufundlandstraße: Am Lunedeich mit Nordceram

Die Straße hat überwiegend eine ein- bis viergeschossige Gewerbebebauung.
Erwähnenswerte Gebäude und Anlagen
- Lengstraße Nr. 1 Ecke Am Lunedeich: 4-gesch. Geschäftshaus um 1980 der Fischereihafen-Betriebsgesellschaft (FBG) von 1908
- Nr. 12: 2- und 3-gesch. Betriebsgebäude der ttz Bremerhaven - Lebensmitteltechnologie
- Nr. 15–23: 2-gesch. Betriebsgebäude der Fischwirtschaft der u. a. Friedrich Wilhelm Lübbert GmbH von 1947, Tiefkühlkiste GmbH und der German Seafrozen Fish Handels GmbH von 1999 sowie der Städtischen Krippe Am Lunedeich und der Kita Die Seepferdchen
- Nr. 22 bis 40: 1-gesch. Betriebsgebäude mit u. a. der Seelachskonservenfabrik Schröder und dem Fischmarkt Heinrich Abelmann
- Nr. 42 bis 104: 2-gesch. denkmalgeschützte Packhallen X und XIV im Fischereihafen von 1928/29 bzw. 1939/40.[2][3]
- Nr. 73: 2-gesch. Wohn- und Geschäftshaus um 1920
- Nr. 79: 2-gesch. Geschäftshaus mit der Diskothek Kühlhouse
- Nr. 105 bis 110b: 1- und 2-gesch. Betriebsgebäude
- Nr. 115: 4-gesch. Bürohaus der Frozen Fish International GmbH mit einem Kühlhaus von 1959
- Nr. 116: 2-gesch. Betriebsgebäude der FRoSTA AG mit 1709 Mitarbeitern
- Zwischen Wittlingstraße und Grönlandstraße: Betriebsgebäude
- Zwischen Grönlandstraße und Neufundlandstraße: Betriebsgebäude mit u. a. der Nordceram GmbH, einer Tochter der Steuler GmbH (siehe Bild)
- Nr. 154/156: Betriebsgebäude Halle I und II der Weser Wind GmbH und des Energieunternehmens Adwen GmbH
- Nr. 157 bis 161: vier 2-gesch. Betriebsgebäude
- Nr. 160: 2-gesch. Betriebsgebäude und Hallen des Betriebes der Holzindustrie Cordes GmbH
- Nr. 163: 2-gesch. Betriebsgebäude der Deutschen Post DHL
- Nr. 165 bis 169: 2-gesch. Betriebsgebäude als Hallen
- Gütergleise Am Luneort
- Am Luneort 100 Ecke Am Lunedeich: Gebäude des Fraunhofer IWES DyNaLab von 2009 zur Validierung der Aerodynamik von großen Windenergieanlagen (Halle, Nebengebäude)
- Nr. 190: 1-gesch. Gewächshaus-Hallen der Peters Blumen und Pflanzen GmbH und 1-gesch. Betriebsgebäude der Stadtbäckerei Engelbrecht
- Seeborg Nr. 6 Ecke Am Lunedeich: 1-gesch. Baumarkt Hornbach
- Seeborg Nr. 17: 1- bis 2-gesch. Betriebsgebäude von 2016 der Elektro Sasse GmbH nach Plänen von Cathrin Schulz, Kathrin Sievers, Bremerhaven[4]
- Nachrichtlich: Am Fischbahnhof 1 das Fischereihafen-Restaurant Natusch